# Sankt Kyrillos och Sankt Methodios orden

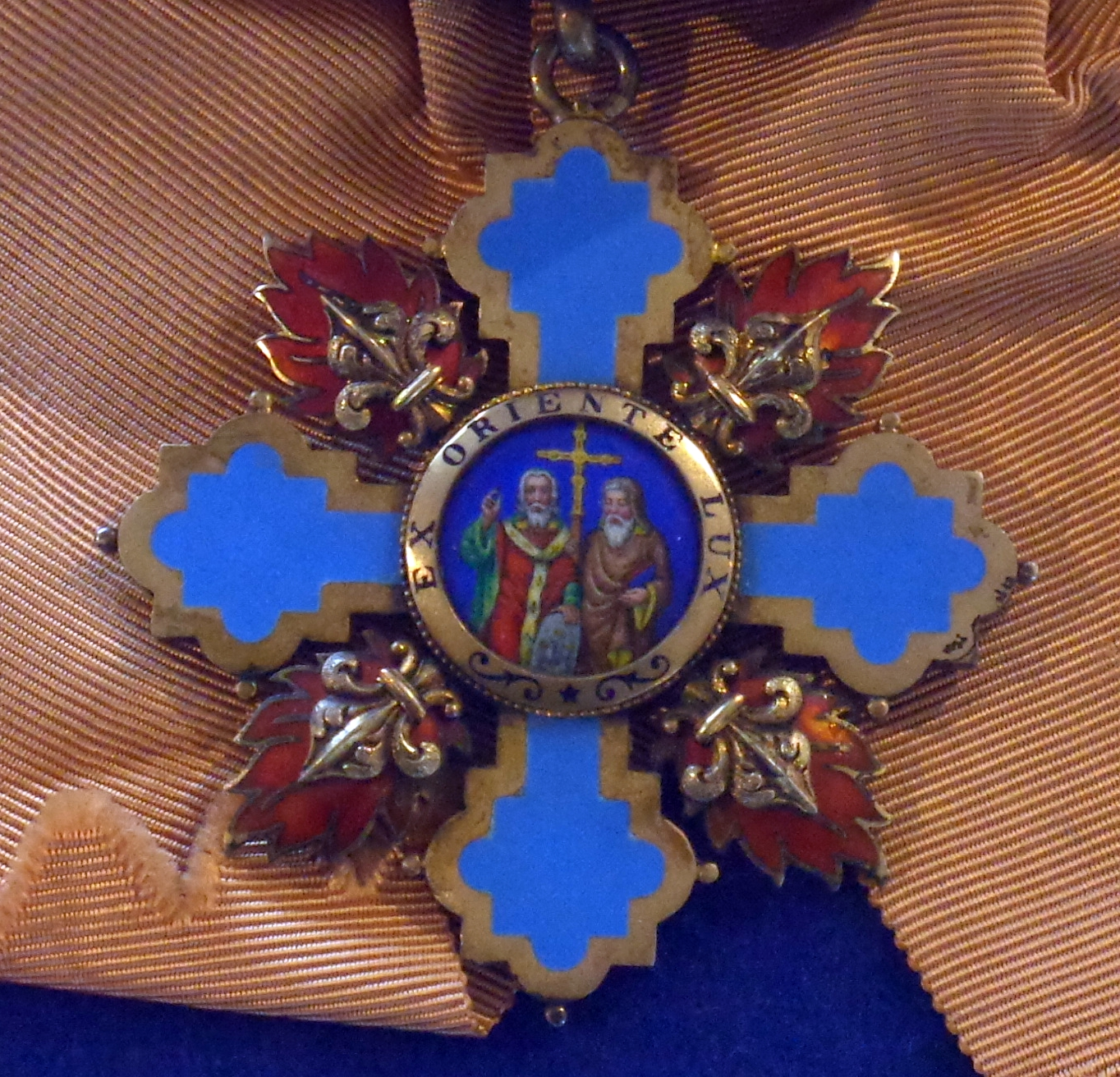
Sankt Kyrillos och Sankt Methodios orden

Sankt Kyrillos och Sankt Methodios orden var en orden i en klass som instiftades den 31 maj 1909 av kung Ferdinand av Bulgarien till minne av självständighetsförklaringen. Orden är uppkallad efter helgonen Kyrillos och Methodios.